# Česnečka

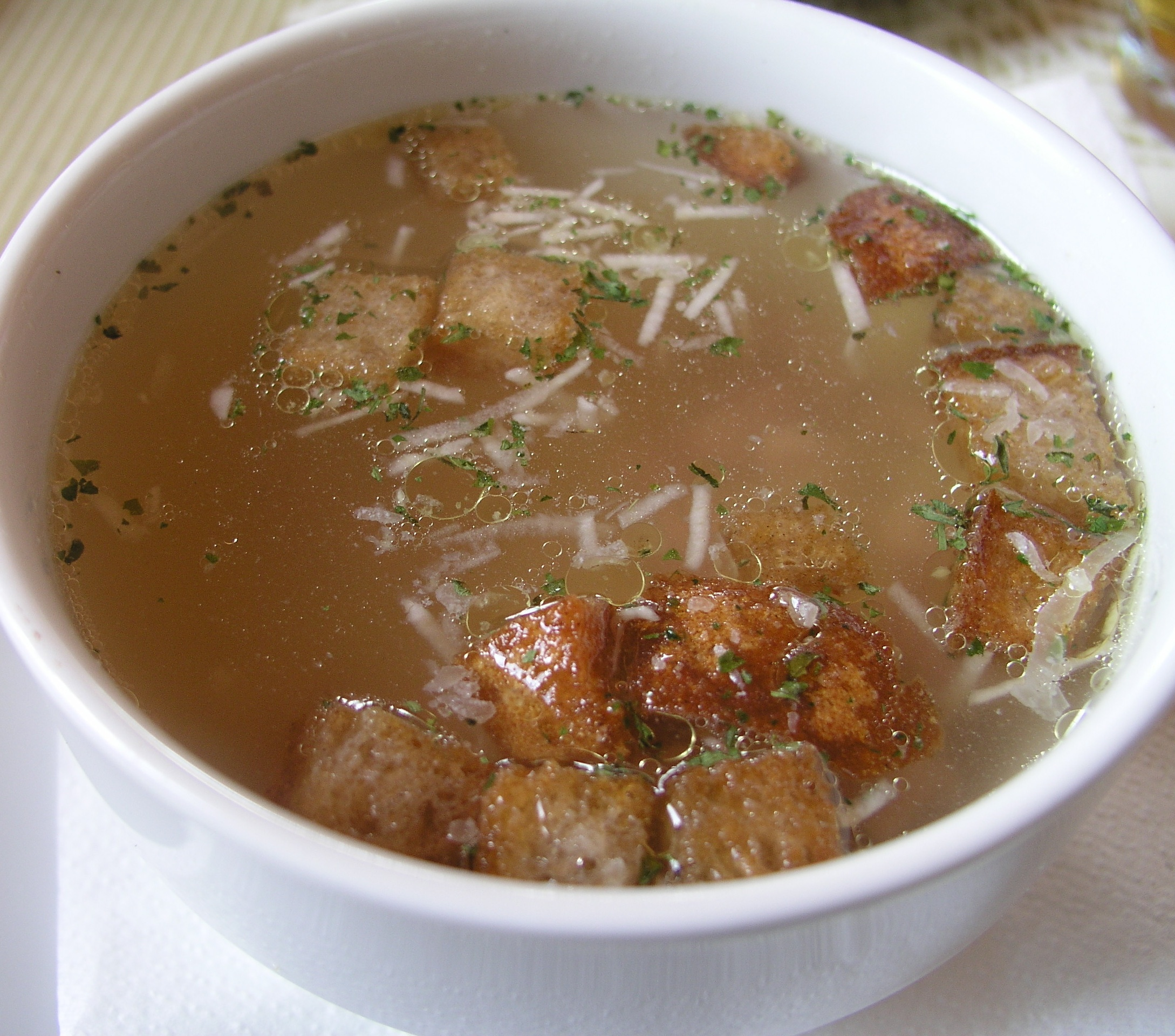
Česnečka en un restaurant de Hrádek nad Nisou, República Txeca.

La Česnečka és una sopa d'all de les gastronomies txeca i eslovaca que consisteix en un brou clar, all, patates a rodanxes i espècies com ara comí i marduix. Normalment s'utilitza una quantitat significativa d'all i se serveix amb daus de pa fregit. Els ingredients addicionals que de vegades s'utilitzen inclouen llard o mantega i formatge ratllat. Normalment es prepara sense carn.